# Tarenna jolinonii
Tarenna jolinonii är en måreväxtart som beskrevs av Nicolas Hallé. Tarenna jolinonii ingår i släktet Tarenna och familjen måreväxter. Inga underarter finns listade i Catalogue of Life.